# Memoiren
Der Ausdruck Memoiren (Pluraletantum; von französisch mémoire „schriftliche Darlegung, Denkschrift“ aus lateinisch memoria „Gedächtnis“) bezeichnet Denkwürdigkeiten oder Aufzeichnungen von selbsterlebten Begebenheiten.
In Abgrenzung zur Autobiografie stellt der Memoirenschreiber seine soziale Rolle in den Mittelpunkt der Darstellung (z. B. Politiker und andere Funktionsträger). Beschreibt die Autobiografie (auch) den Werdegang des noch nicht sozial etablierten Menschen, gehen Memoiren von der gefestigten Identität eines seiner sozialen Rolle bewussten Individuums aus. Dabei stellt der Memoirenschreiber die Geschichte seines Gewordenseins hinter die der Darstellung seiner Zeit und seines Wirkens in ihr zurück.
Auf Grund ihres subjektiven Charakters dürfen Memoiren nur mit Vorsicht als Quelle herangezogen werden. Da sie zumeist lange Zeit nach den dargestellten Ereignissen niedergeschrieben werden, sind Irrtümer oder zumindest unbewusste Abweichungen von der Realität leicht möglich. Auch bewusste Falschdarstellungen des Verfassers oder der Verfasserin zur Rechtfertigung des eigenen Tuns oder zur Entlastung bei Fehlverhalten kommen vor. Ein bekanntes Beispiel aus jüngerer Zeit sind die Memoiren von Albert Speer, in denen dieser angab, nichts vom Holocaust gewusst zu haben, obwohl aus anderen Quellen hervorgeht, dass er sehr wohl zumindest über wesentliche Aspekte informiert war.
Im Deutschen werden Memoiren meist als Erinnerungen bezeichnet. Oftmals werden sie auch mit Hilfe eines professionellen Autors oder durch einen Ghostwriter verfasst.